# Martí Onofre I de Rocabertí
Martí Onofre I de Rocabertí i de Rocabertí fou vescomte de Rocabertí des de 1512 fins a 1567, fill i successor del seu pare Felip Dalmau II de Rocabertí i d'Isabel de Rocabertí. Dirigí la defensa del Rosselló contra els francesos i contra els pirates barbarescos. Amb Joan de Boixadors va cofinançar l'església de Betlem de Barcelona (1544). El 1562, per mort sense descendència del seu cosí Llorenç de Rocabertí, adquirí la baronia de Sant Llorenç de la Muga, que quedà incorporada al patrimoni de la línia troncal dels Rocabertí.

## Núpcies i descendència
Es casà amb Violant Sarriera, senyora de la baronia de Montbui, amb la qual tingué els següents fills:
- Francesc Dalmau I de Rocabertí
- Elisabet de Rocabertí, monja
- Jaume de Rocabertí i Sarriera, senyor de la baronia de Montbui, casat amb Aldonça Descoll. Originà la línia dels Rocabertí-Tagamanent.